# Alcmeon din Crotone
Alcmeon din Crotone (în greacă, 'Aλκμαίων) a fost medic, filozof, astronom, care a trăit în jurul anului 500 î.Hr. în Grecia antică.

## Contribuții
A descoperit legătura dintre creier și psihic. A delimitat gândirea de senzație. A intuit legătura dintre senzație și organul de simț.